# Phare escamotable
Pour les articles homonymes, voir Pop-up (homonymie).

Une Mazda 323F.

Les phares escamotables, ou phares pop-up, sont des feux qui se rétractent dans la carrosserie lorsqu'on n'en a pas besoin. Généralement utilisés sur les automobiles, parfois sur des deux-roues, ils ont connu leur heure de gloire des années 1960 à 1990.

## Création

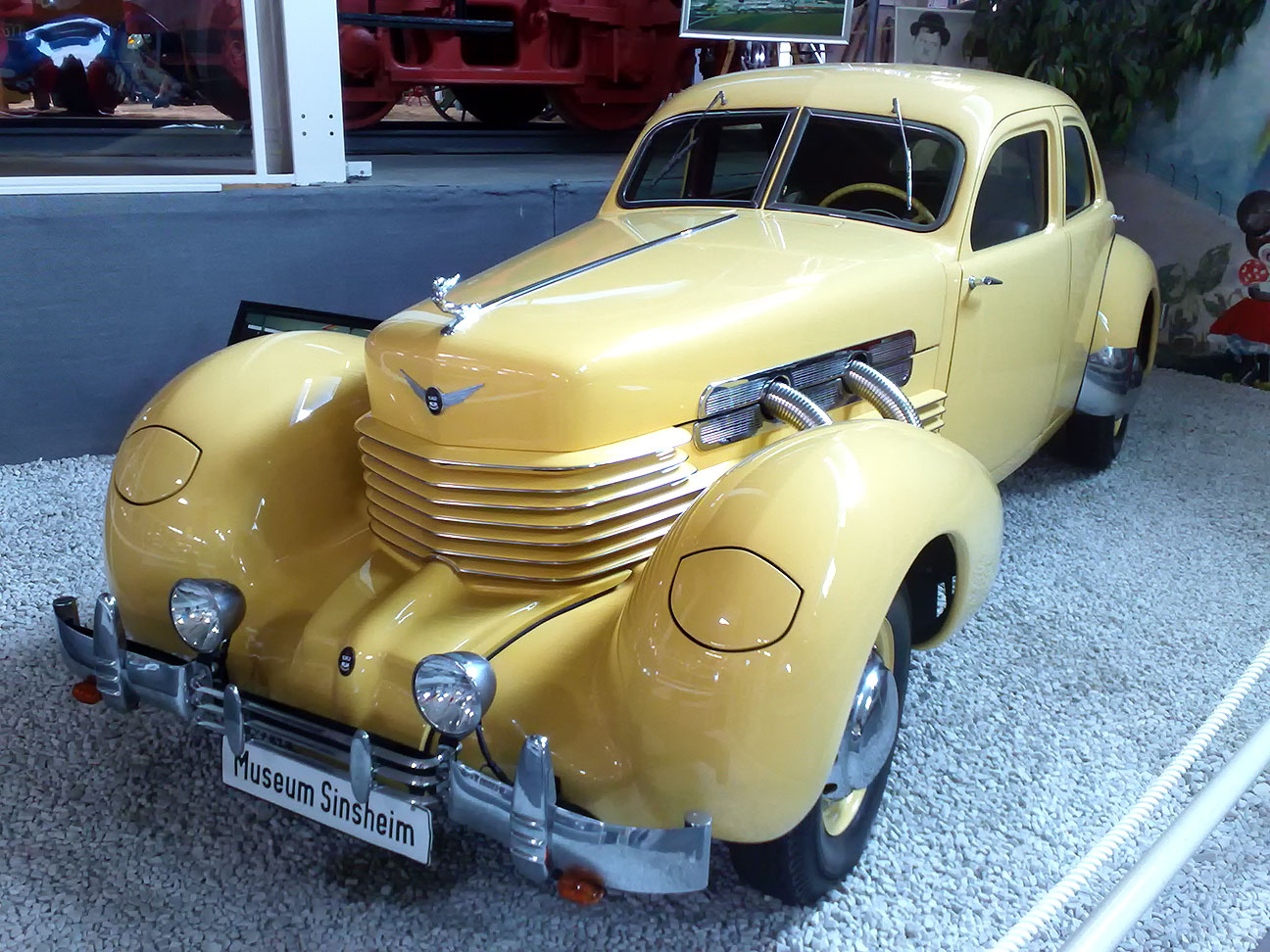
Une Cord 812 de 1937, avec ses phares escamotables dans les ailes.

En juillet 1934, l'Américain Harold Ames, alors président de la firme Duesenberg, dépose un brevet (U.S. patent 2084120 A) de phares escamotables pour automobiles. La Cord 810, dessinée en 1935 par Gordon Buehrig, sera la première automobile dotée de feux amovibles, lesquels se rétractent dans les ailes.

## Utilisation
Les constructeurs automobiles sont nombreux à avoir repris l'idée, principalement sur des voitures de sport pour des raisons aérodynamiques, entre les années 1960 et la fin des années 1990. Alors que les optiques de phare sont volumineuses, ce principe permet de conserver une voiture fine à l'avant, tout au moins pendant son usage de jour.

### Quelques exemples
Aux États-Unis, des voitures sportives comme les Chevrolet Corvette (de 1963 à 2004), Buick Riviera ou des Pontiac Trans Am et Firebird disposeront de feux escamotables, mais aussi des voitures de luxe comme la Lincoln Continental Mark V (en), ces dernières pour des raisons purement esthétique.
En Italie, De Tomaso utilise des phares escamotables sur la Pantera et la Guarà, Lancia sur la Stratos, FIAT sur la X1/9. La Ferrari Daytona, les 308, 328, 348, la Testarossa, ou la F40, entre autres, en sont dotées. Lamborghini est l'une des premières marques à adopter ce système ses modèles, à commencer par la Lamborghini Miura, les Jarama et Jalpa, la Countach et la Diablo. Dans ce registre, la Cizeta-Moroder V16T disposait de quatre phares escamotables sur la face avant : son dessin est dû au créateur de la Lamborghini Diablo qui voulait pour elle une ligne encore plus radicale et s'est rattrapé sur la Cizeta-Moroder.
Au Japon on compte, entre autres, les Honda NSX, Toyota 2000 GT, Toyota Sprinter Trueno (Le modèle Levin possède des optiques fixes), Toyota MR-2, Nissan 200sx, Mazda MX-5 (NA - première génération) et Mazda RX-7.
En France, les Matra (Matra 530, Bagheera, Murena), Alpine A610 et Venturi utilisent des optiques rétractables.
En Allemagne, Porsche aussi a repris le système pour son petit roadster 914, 924 et 944, tout comme BMW avec la M1. L'Opel GT de première génération (1968-1973) en est également équipée. Les Porsche 928 et 968 possède des phares basculants, et non pas complètement escamotables.
En Angleterre, Lotus l'utilise entre autres pour l'Elan et la Lotus Esprit.
En Suède, le constructeur Saab utilisera ce système sur la Sonett III et Volvo sur la Volvo 480.

## Galerie

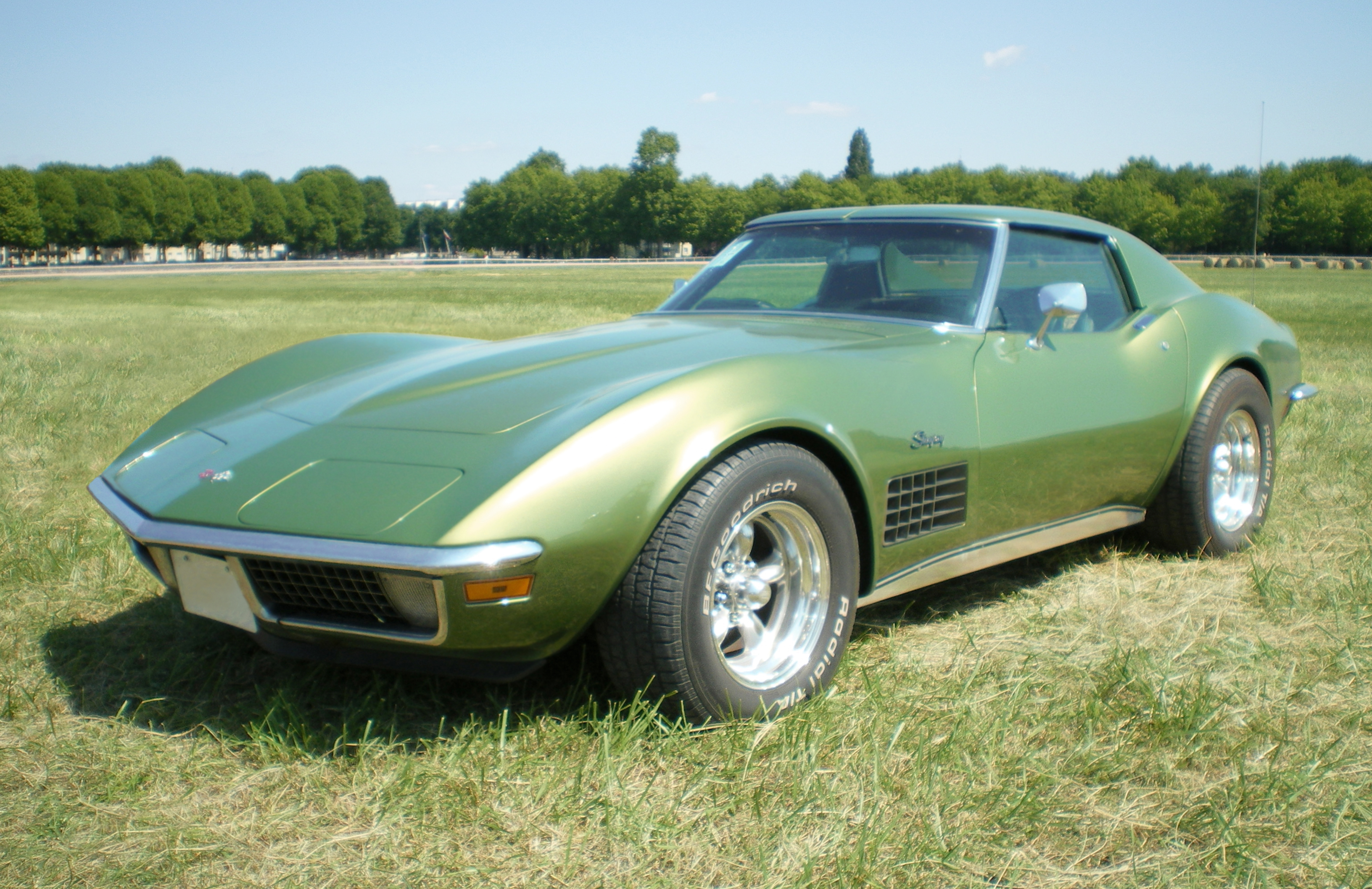
Une Corvette Stingray phares fermés
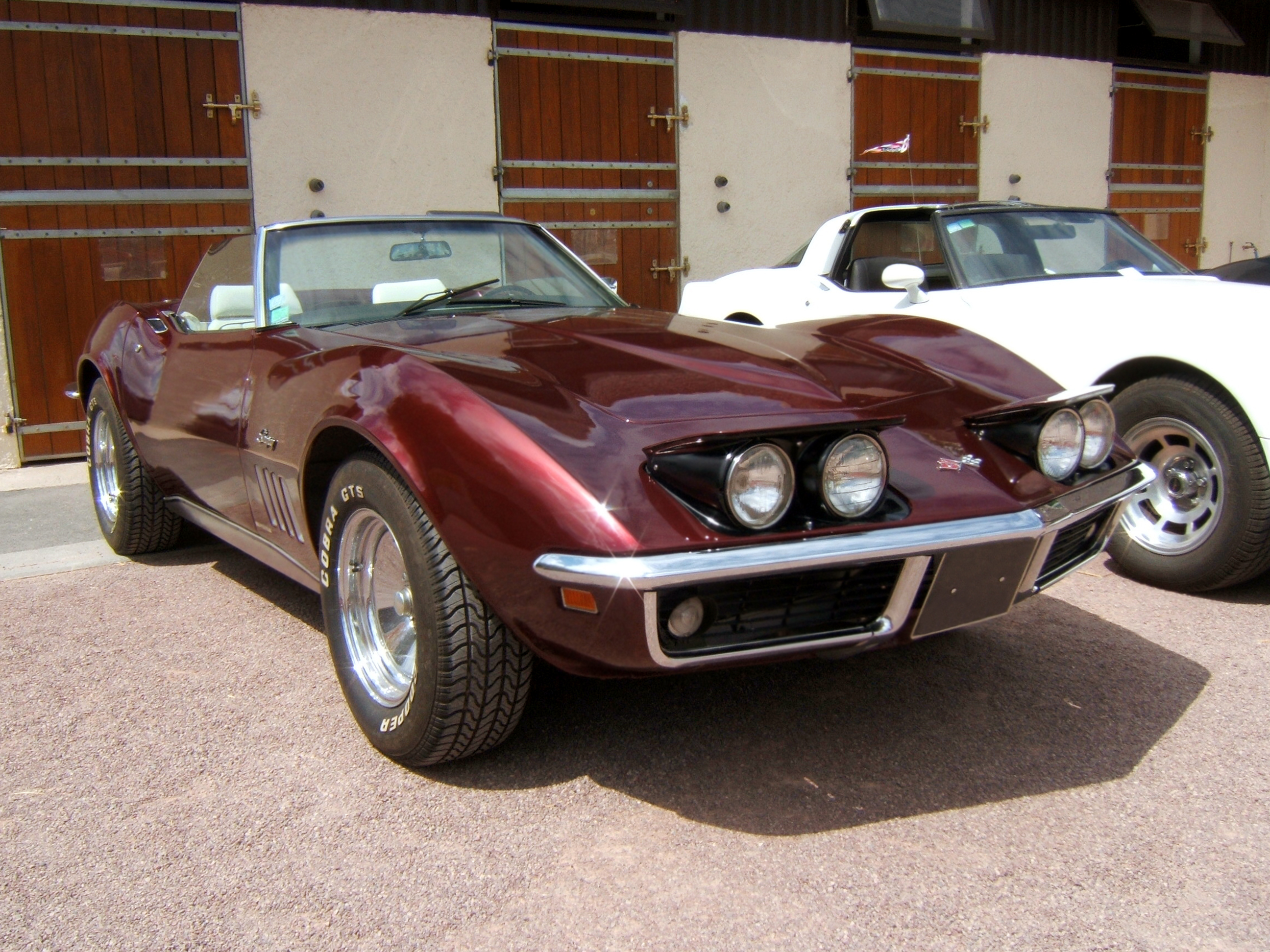
Une Stingray phares ouverts
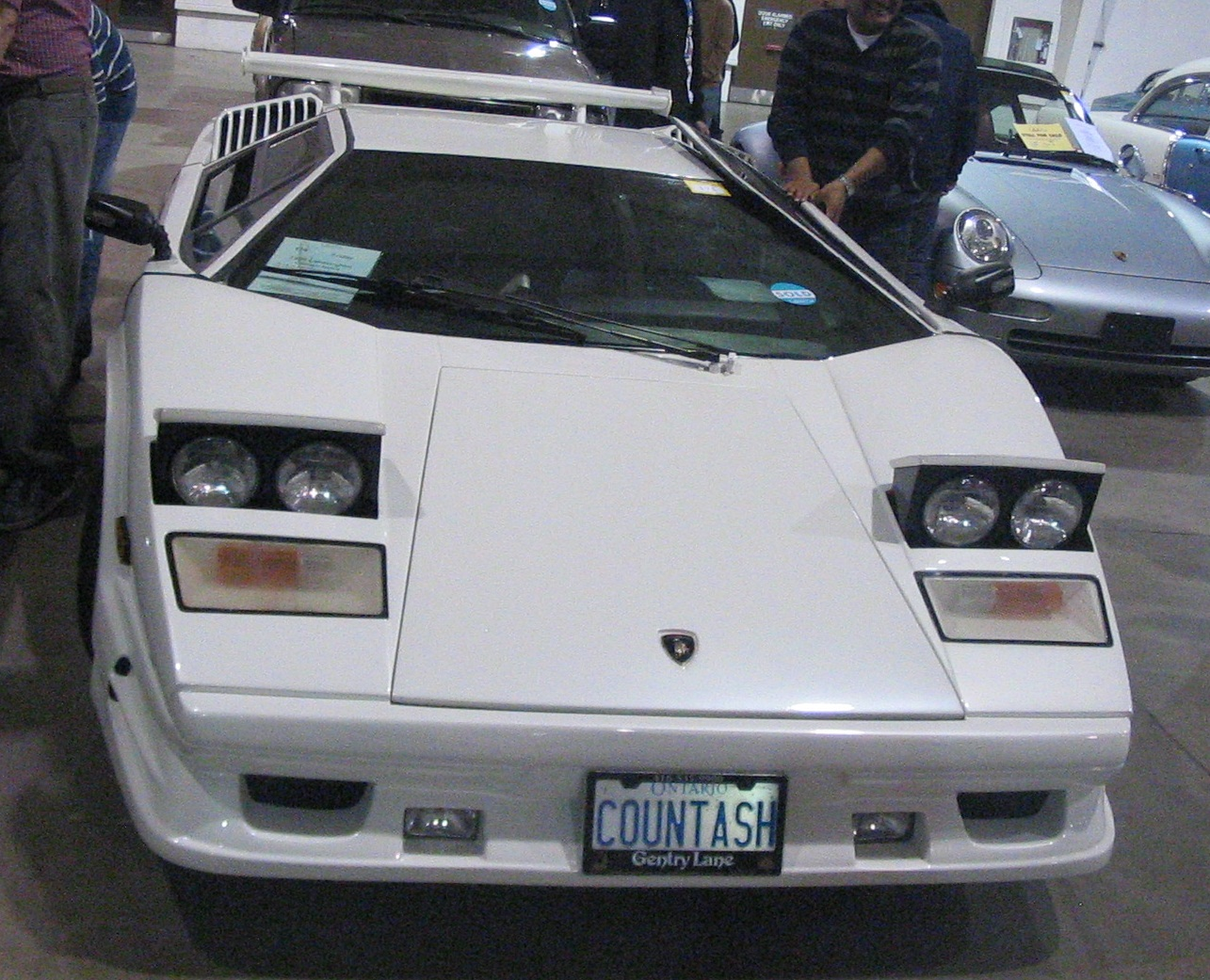
Une Lamborghini Countach avec ses phares en position haute
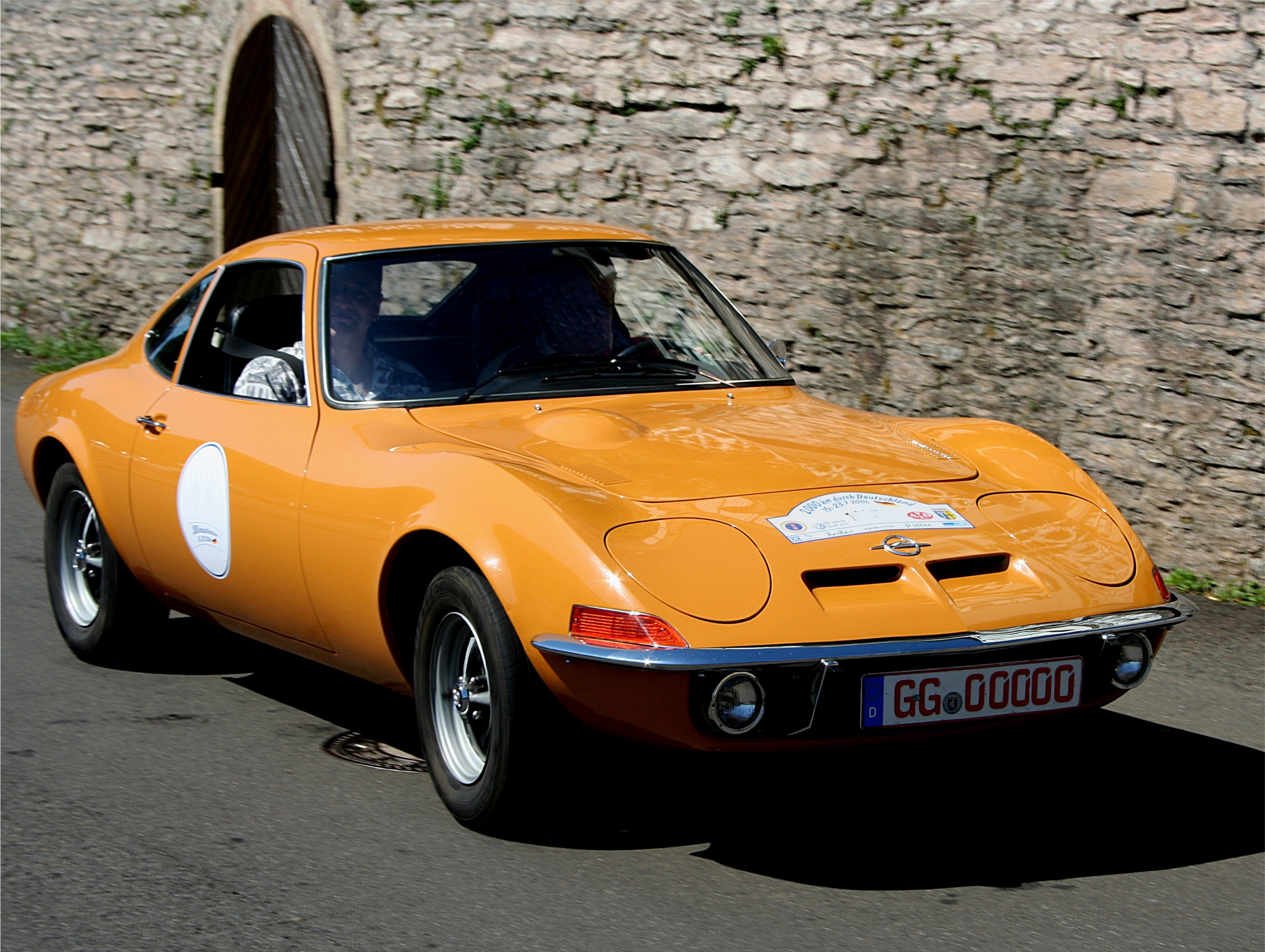
Une Opel GT de 1973
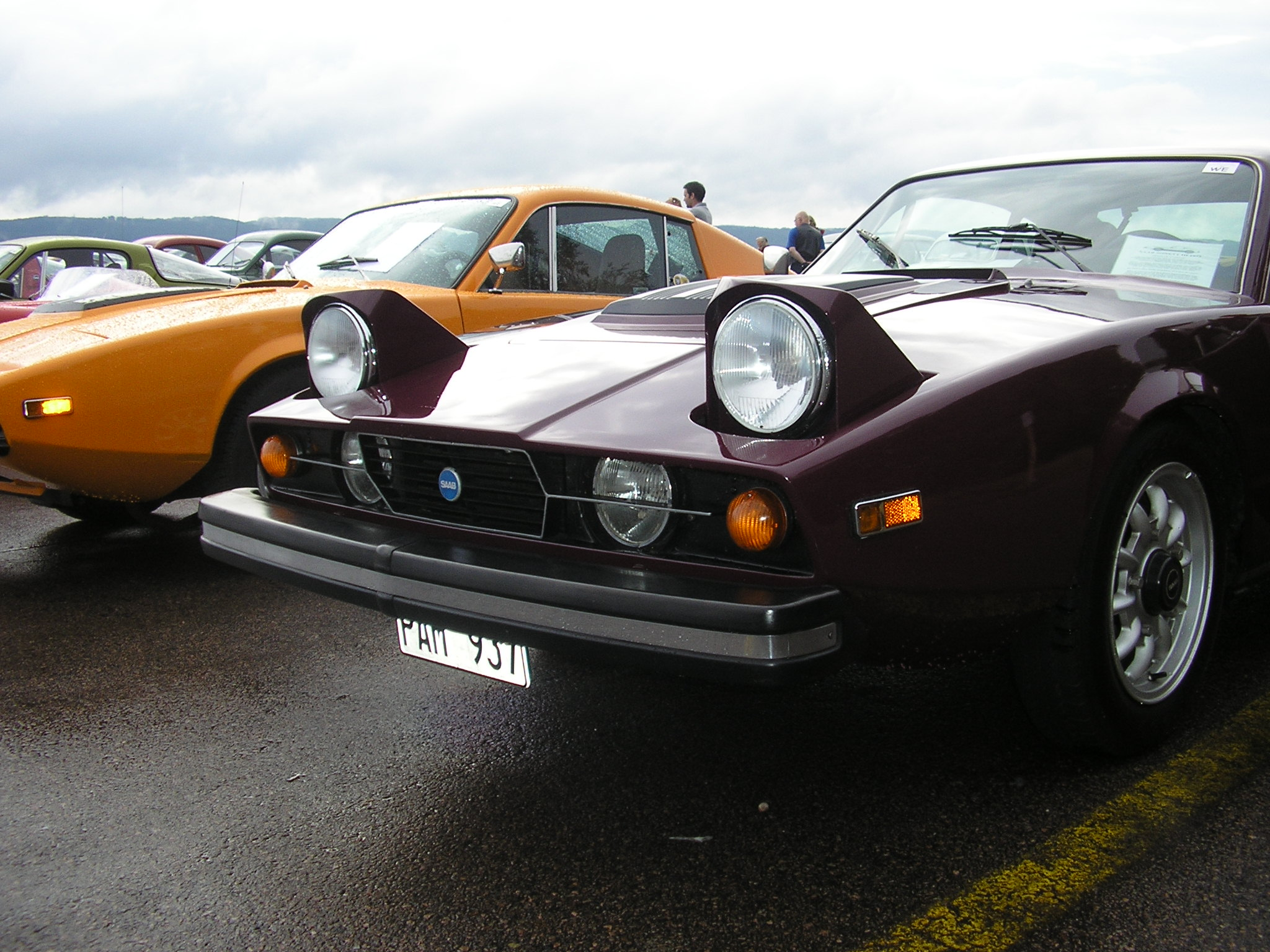
Saab Sonett III de 1973
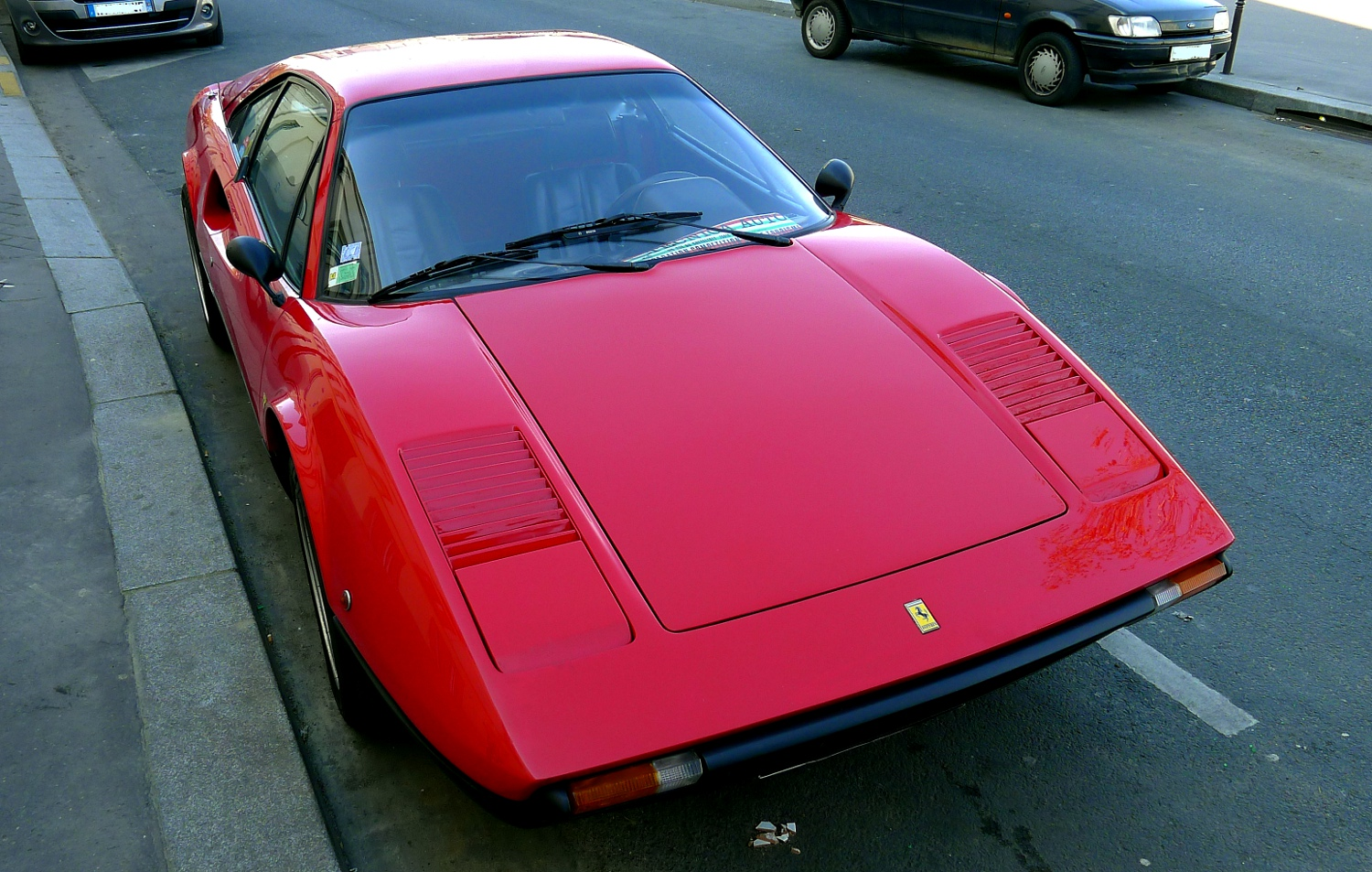
Une Ferrari 308 GTS
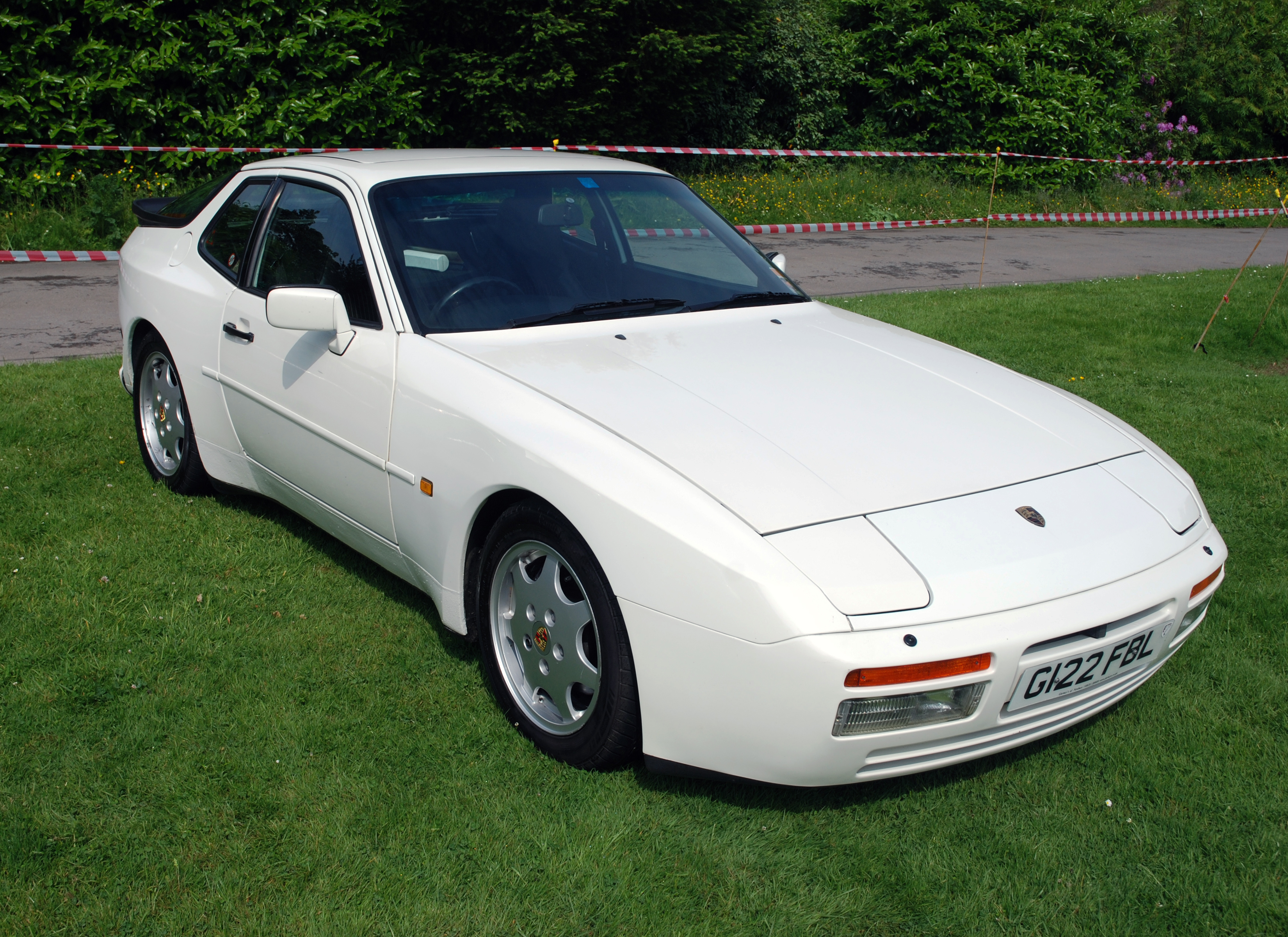
Porsche 944

## Abandon
Dès le milieu des années 1990, ce genre de système commence à être abandonné par la plupart des constructeurs, notamment à cause de l’évolution des normes de sécurité. Trop compliqué, pas spécialement gracieux et mauvais sur le plan aérodynamique lorsque les optiques sont déployées (et dangereux dans cette configuration pour les piétons en cas de choc), le phare escamotable laisse la place aux nouvelles technologies, beaucoup moins volumineuses malgré une efficacité accrue, telles que les ampoules xénon sous verre, puis les optiques à LED dès la fin des années 2000. L'un des arguments pour supprimer les phares escamotables était notamment l'obligation dans certains pays de rouler avec les phares allumés en plein jour.
Aujourd'hui, les feux escamotables ont totalement disparu, ils restent étroitement liés à l'imagerie des années 70 et 80, au design futuriste de la Lamborghini Countach, aux  Ferrari Testarossa et Pontiac Firebird des séries Miami Vice et K 2000, et à la Ferrari F40.
Le système a cessé d’être proposé en 2004, avec la fin de la commercialisation des Lotus Esprit et des Corvette C5 qui furent les derniers modèles à en être équipés.